# Luodesaari (ö i Mellersta Finland)
Luodesaari är en liten ö i Komujärvi i Finland. Den ligger i sjön Komujärvi och i kommunen Viitasaari i den ekonomiska regionen  Saarijärvi-Viitasaari och landskapet Mellersta Finland, i den centrala delen av landet, 300 km norr om huvudstaden Helsingfors. Öns area är 0,2 hektar och dess största längd är 80 meter i nord-sydlig riktning.